# Augusta di Sassonia-Weimar-Eisenach
Augusta di Sassonia-Weimar-Eisenach (Augusta Marie Luise Katharina von Sachsen-Weimar-Eisenach; Weimar, 30 settembre 1811 – Berlino, 7 gennaio 1890) nata principessa di Sassonia-Weimar, fu imperatrice di Germania come consorte dell'imperatore Guglielmo I.
Era figlia del granduca Carlo Federico di Sassonia-Weimar-Eisenach (1783-1853) e della granduchessa Maria Pavlovna (1786-1859), sorella dello zar Alessandro I.

## Biografia

### I primi anni
Augusta ricevette un'ampia formazione che le fu sufficiente ad adempiere in seguito ai doveri di rappresentanza alla corte. Ricevette in proposito anche lezioni di disegno dalla pittrice di corte Louise Seidler, come quelle di musica, delle quali fu incaricato il Maestro di Cappella Johann Nepomuk Hummel.
La corte di Weimar, ove Augusta crebbe, era considerata una delle più liberali del tempo. Il Ducato di Sassonia-Weimar era stato il primo Stato tedesco ad approvare, già nel 1826, una Costituzione. La corte di Weimar, sotto l'influenza della defunta Anna Amalia di Sassonia-Weimar-Eisenach (1739-1807), era già da tempo molto aperta all'arte e alla letteratura.

### I rapporti con Guglielmo
Augusta era quindicenne quando conobbe il futuro marito Guglielmo di Prussia, il cui fratello Carlo di Prussia aveva sposato la sua sorella maggiore, Maria. Guglielmo percepì la "eccezionale personalità" di Augusta, anche se apparentemente meno interessante di quella della sorella maggiore. Ma fu soprattutto il padre di Guglielmo, Federico Guglielmo III, che gli fece prendere in considerazione la giovane come possibile consorte.
Guglielmo era a quel momento ancora fortemente innamorato della principessa polacca Eliza Radziwiłł, ma un legame matrimoniale con quest'ultima era considerato dalla corte prussiana una mesalliance, poiché Eliza non ne era considerata all'altezza. A quel tempo il pretendente alla corona di Prussia era il fratello di Guglielmo, Federico Guglielmo, ma il suo matrimonio era stato fino ad allora privo di discendenti e quindi Guglielmo era il presunto futuro aspirante al trono. Il padre, Federico Guglielmo III, vietò definitivamente al figlio nel giugno 1826 il rapporto con Eliza Radziwiłł e Guglielmo cominciò a prendere in considerazione un'altra possibilità di matrimonio, ma solo l'intervento del padre fece sì che Guglielmo chiedesse il 29 agosto 1828, per iscritto, la mano di Augusta, che acconsentì con gioia a fidanzarsi con lui il 25 ottobre del medesimo anno.
L'11 giugno 1829, il giorno del suo arrivo a Berlino dopo uno stressante viaggio da Weimar durato tre giorni, i due si sposarono nella cappella del castello di Charlottenburg.

### I primi anni di matrimonio
Augusta fu accolta molto cordialmente dalla corte prussiana, ma cominciò presto ad annoiarsi a causa della frugalità militaresca della corte.
L'adempimento di incarichi e funzioni di tipo caritatevole, che avrebbero potuto alleviare la sua noia, rimase riservato alla cognata Elisabetta Ludovica di Baviera. Contemporaneamente Guglielmo incominciò a diventare fastidioso al vivace spirito della ventenne consorte.
Anche l'intesa sessuale fra i due coniugi non era molto buona, come testimonia indirettamente una lettera del principe alla sorella Carlotta, ove Guglielmo lamenta la scarsa femminilità della moglie.
Il primo figlio, il futuro imperatore di Germania Federico III, venne al mondo il 18 ottobre 1831, dopo oltre tre anni di matrimonio, e ne trascorreranno altri sette prima che nasca la seconda, Luisa Maria Elisabetta, futura granduchessa del Baden. Guglielmo aveva intanto ripreso presto la sua libertà amorosa, instaurando discretamente rapporti intimi con dame di diversa estrazione, ma Augusta ne fu presto a conoscenza e a causa di tutti questi problemi inattesi attraversò fino al 1840 una crisi maniaco-depressiva.

### La sua politica
Augusta si interessò sempre molto alla politica e dal 1845 cominciò a misurarsi con le questioni politiche. Come molti altri spiriti liberali nutrì parecchie speranze dall'ascesa al trono del cognato Federico Guglielmo, ritenuto uomo di moderne vedute. Tuttavia quest'ultimo si rifiutò di concedere al popolo una costituzione e si comportò in modo assai più conservatore di quanto lasciasse pensare il suo comportamento di quando era solo il principe ereditario. Anche il Parlamento dei Land uniti, che Federico Guglielmo aveva convocato a seguito della rivolta del 22 aprile 1847, e che aveva limitato a trattare solo questioni finanziarie, fu sciolto dopo pochi mesi.
Egli fu ritenuto anche responsabile della sanguinosa repressione della insurrezione del marzo 1848, risolta a colpi di granata e mitraglia contro la popolazione in rivolta Su richiesta del fratello re, Guglielmo fuggì a Londra e Augusta, con i figli, tornò a Potsdam.
Nei circoli liberali si discusse molto se il sovrano non dovesse abdicare, il principe della corona rinunciare ai suoi diritti sul trono ed Augusta, la "nobile e di aperte vedute" principessa, assumere la reggenza fino al raggiungimento della maggiore età da parte del figlio Federico. Non è dato oggi sapere se questo piano fosse stato o meno preso seriamente in considerazione, poiché poco tempo dopo Augusta distrusse le sue lettere ed i suoi diari. Dopo che nel maggio 1848 nella chiesa di San Paolo a Francoforte si erano riuniti in Assemblea Nazionale più di 800 deputati, Guglielmo poté, già da luglio di quell'anno, tornare in patria. Egli fu nominato nel 1849 governatore generale della provincia del Reno e nella primavera dell'anno successivo Augusta e Guglielmo presero possesso della loro nuova residenza a Coblenza. Essi si stabilirono nel castello dell'ultimo principe elettore di Treviri, sul fiume Reno.

### Gli anni a Coblenza

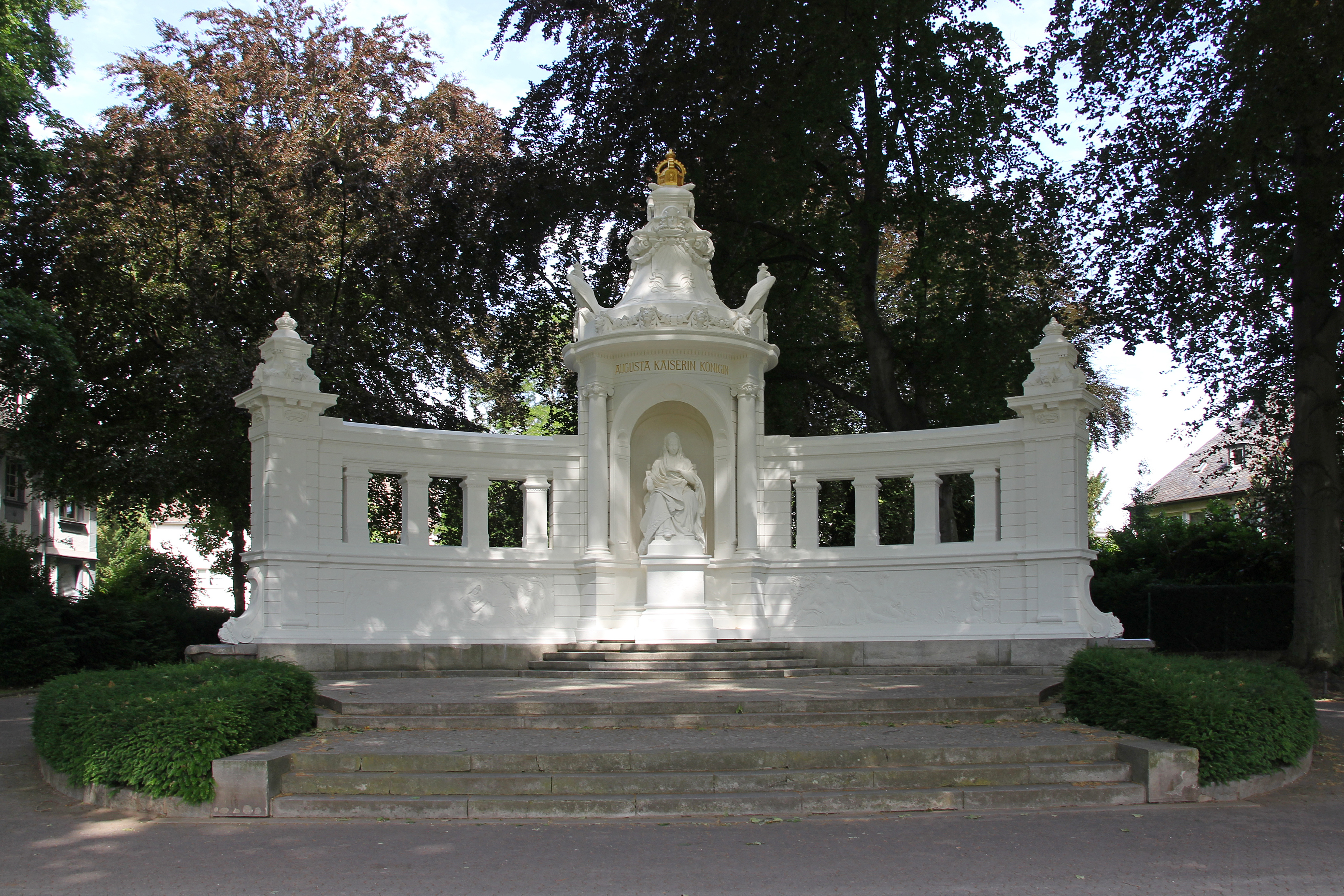
L'imperatrice Augusta – Monumento di Friedrich Moest e Bruno Schmitz nel giardino sul Reno a Coblenza

Augusta si trovò bene a Coblenza. Ella ebbe qui finalmente l'occasione di organizzare una vita di corte come quella cui era abituata fin da piccola a Weimar. Dopo il suo ingresso al palazzo del principe elettore in Coblenza ella fece progettare e realizzare dai famosi architetti di giardini Peter-Joseph Lenné ed Hermann Fürst von Pückler-Muskau il Giardino della Principessa Augusta, dal suo nome così successivamente denominato. Il figlio Federico in quel tempo studiava diritto nei pressi di Bonn e fu il primo pretendente al trono prussiano dotato di cultura accademica ed anche a questo Augusta aveva fornito il suo contributo determinante.
La corte di Coblenza era frequentata da personaggi di tendenza liberale come lo storico e scrittore Maximilian Duncker, i professori di diritto August Moritz von Bethmann-Hollweg e Clemens Theodor Perthes e i politici Alexander von Schleinitz e Ludwig Karl von Jetten. Anche Guglielmo, sotto l'impressione della rivolta del '48, assunse un atteggiamento moderato, il che suscitava disappunto nel fratello regnante.
Anche l'atteggiamento di tolleranza di Augusta nei confronti del cattolicesimo, che in quei tempi presso Coblenza era piuttosto diffuso, veniva visto con sospetto; atteggiamento che in tempi in cui la fede ad una confessione religiosa aveva ancora un notevole significato, veniva considerato poco adatto ad una principessa protestante prussiana. Così, ad esempio, sostenne la costruzione di un Santuario presso Arenberg da parte del parroco Giovan Battista Kraus. Il suo riconoscimento, libero da pregiudizi, del lavoro del santuario e dell'ospedale cattolici la esposero in particolare all'antipatia dei suoi avversari a Berlino.
Nel 1856 Augusta e Guglielmo sposarono la diciassettenne figlia Luisa al granduca del Baden, Federico. L'anno successivo, dopo una sua visita al castello di Balmoral, il figlio Federico si fidanzò con la sedicenne principessa Vittoria di Sassonia-Coburgo-Gotha, figlia della regina Vittoria e del principe consorte Alberto (18 maggio 1857) e il relativo matrimonio si celebrò il 25 gennaio 1858, nella cappella reale di St. James's Palace.
Questo matrimonio fu un'unione sentimentale ma anche politica: la regina Vittoria e il principe Alberto speravano infatti che il matrimonio di Vicky (così era soprannominata la figlia Vittoria) con il futuro re di Prussia avrebbe cementato una stretta alleanza fra Regno Unito e Prussia, nella possibilità di un'unione degli stati tedeschi sotto il dominio dei prussiani (come infatti avvenne più tardi). Anche Augusta, che vedeva nell'Inghilterra un esempio di moderna monarchia, era certa che sua nuora avrebbe avuto sul figlio, futuro re, un'influenza positiva in senso liberale.

### Il ritorno a Berlino
Nello stesso anno Guglielmo fu nominato Principe Reggente, poiché il fratello, colpito da diverse ischemie, non era più in grado di gestire gli affari di governo. Così Augusta dovette lasciare l'amata Coblenza e rientrare con il marito nella capitale.

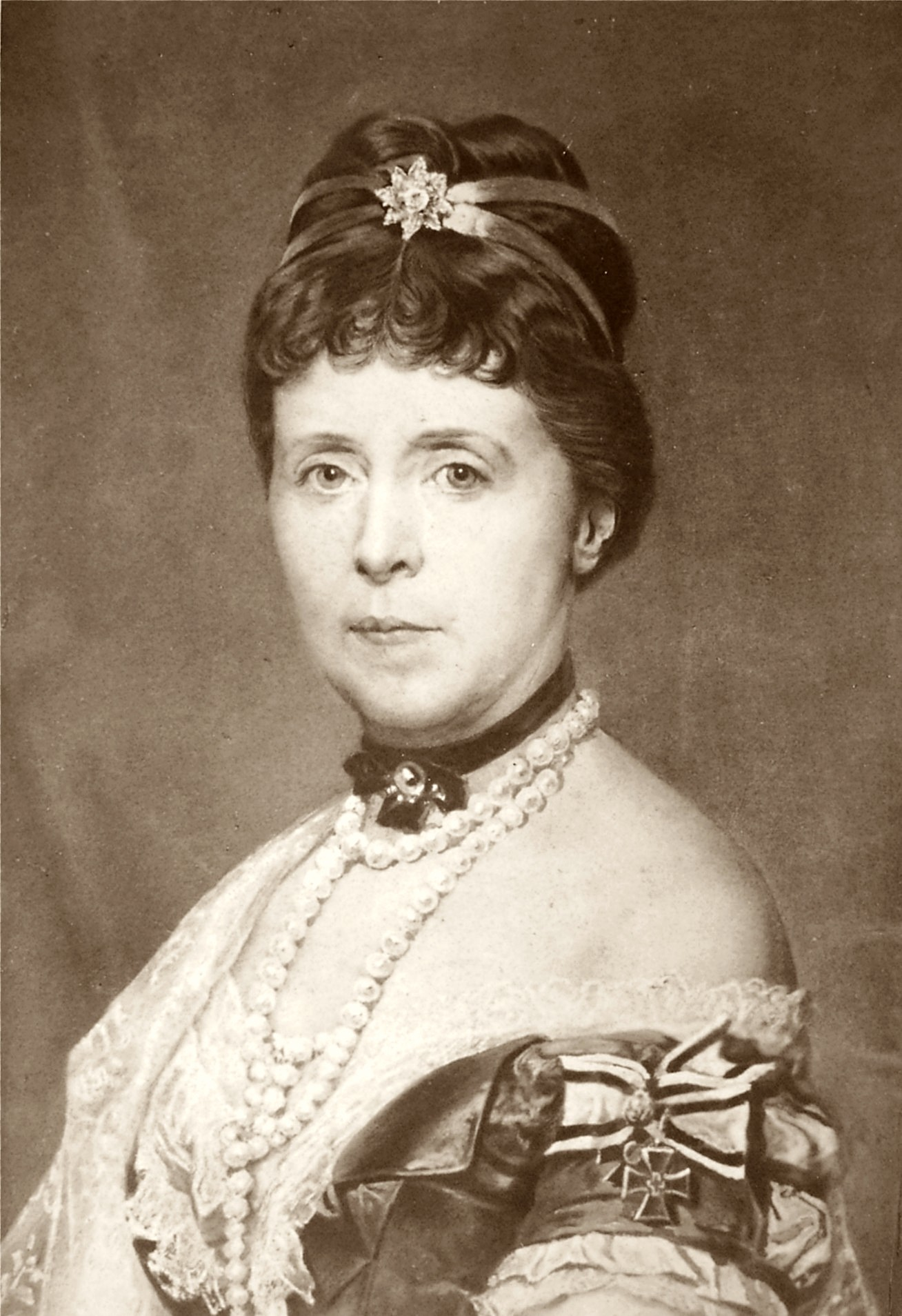
Augusta di Sassonia-Weimar-Eisenach

Guglielmo licenziò il precedente governo e nominò ministri favorevoli ad una politica più liberale, alcuni dei quali avevano frequentato la corte di Coblenza: Alexander von Schleinitz, molto apprezzato dalla consorte Augusta, fu nominato Ministro degli Affari Esteri, Ludwig Karl von Jetten fu chiamato al dicastero dell'Agricoltura, August Moritz von Bethmann-Hollweg fu nominato ministro della Cultura ed il principe Carlo Antonio di Hohenzollern-Sigmaringen fu chiamato a presiedere il Gabinetto. Gli avversari conservatori videro in queste scelte lo zampino di Augusta ma in effetti la sua influenza su Guglielmo era piuttosto limitata. Ella non poté impedire inoltre al marito, divenuto nel frattempo re di Prussia dal 2 gennaio 1861, di sciogliere nuovamente il parlamento che non si piegava ai suoi voleri né poté opporsi a che il marito nominasse primo ministro di Prussia un suo fedele, Otto von Bismarck. Augusta considerava Bismarck un suo mortale nemico e Bismarck la vedeva come il punto di coagulo di tutte le forze politiche che lavoravano contro di lui. Augusta era particolarmente inorridita dalla politica bismarckiana, che avrebbe condotto alla Guerra austro-prussiana. Contemporaneamente ella si allontanava sempre di più dal marito. Bismarck la chiamava "vecchia fregata" e aizzava la stampa prussiana contro la regina liberale, esprimendosi negativamente su di lei anche nei discorsi in parlamento.

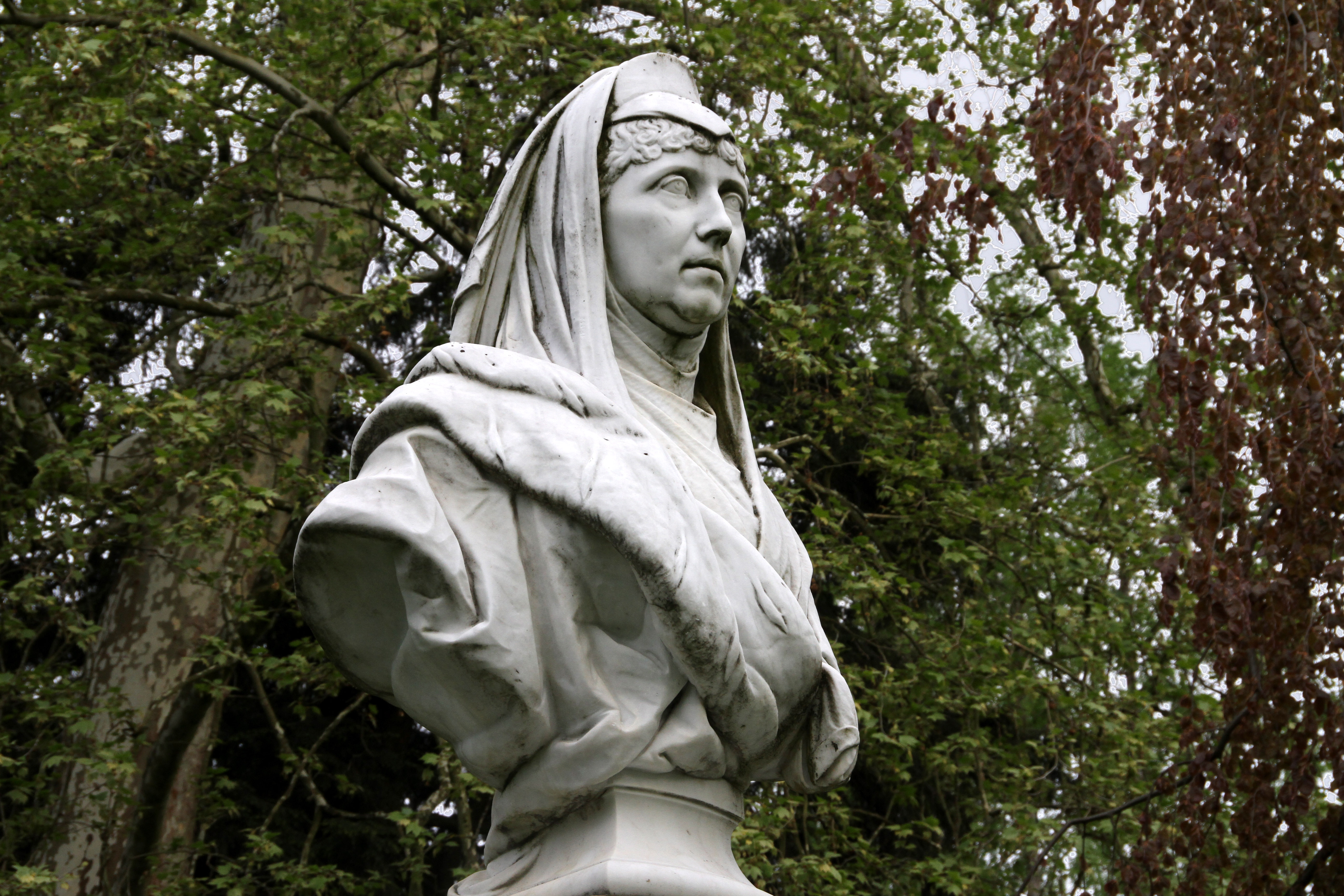
Busto dell'imperatrice Augusta a Baden-Baden

A questa situazione contribuì in modo essenziale il fatto che Augusta fosse intelligente e politicamente curiosa, ma le mancasse tatto e abilità diplomatica. Inoltre ella irritava Bismarck bistrattando a Corte sua moglie Giovanna.
Ripresero quindi le sue manie depressive e la regina andava sempre più spesso a Baden-Baden per curarsi e mentre la stragrande maggioranza dei prussiani esultava per la vittoria prussiana nella battaglia di Königgrätz, Augusta portava il lutto per i caduti e i feriti, per la qual cosa il popolo se la prendeva con lei. Inoltre non andava d'accordo con la nuora, la principessa ereditaria Vittoria, sebbene entrambe avessero le medesime idee politiche, giudicando negativamente la politica di Bismarck.
Il forte e religioso senso del dovere di Augusta le faceva sentire Vittoria come agnostica, prendendosela con lei per gli occasionali soggiorni all'estero e sentendosi allontanare dal figlio a causa della vivace sposa inglese. Aveva invece un ottimo rapporto con l'adorato nipote Guglielmo.
Come regina di Prussia e prima donna del Regno divenne per lei possibile dedicarsi ad attività caritative. Augusta, che detestava la guerra, fondò l'Associazione Patriottica Femminile, che si occupava dei soldati feriti ed ammalati.
Approfittò inoltre dei suoi viaggi in Inghilterra, fra le altre cose, per scambi con Florence Nightingale, al cui lavoro essenziale per la diminuzione della mortalità nei lazzaretti inglesi diede il suo contributo.
Su iniziativa di Augusta furono fondati vari ospedali, fra i quali l'ancora esistente Langenbeck-Virchow-Haus, sede della Società tedesca di chirurgia.

### Imperatrice di Germania

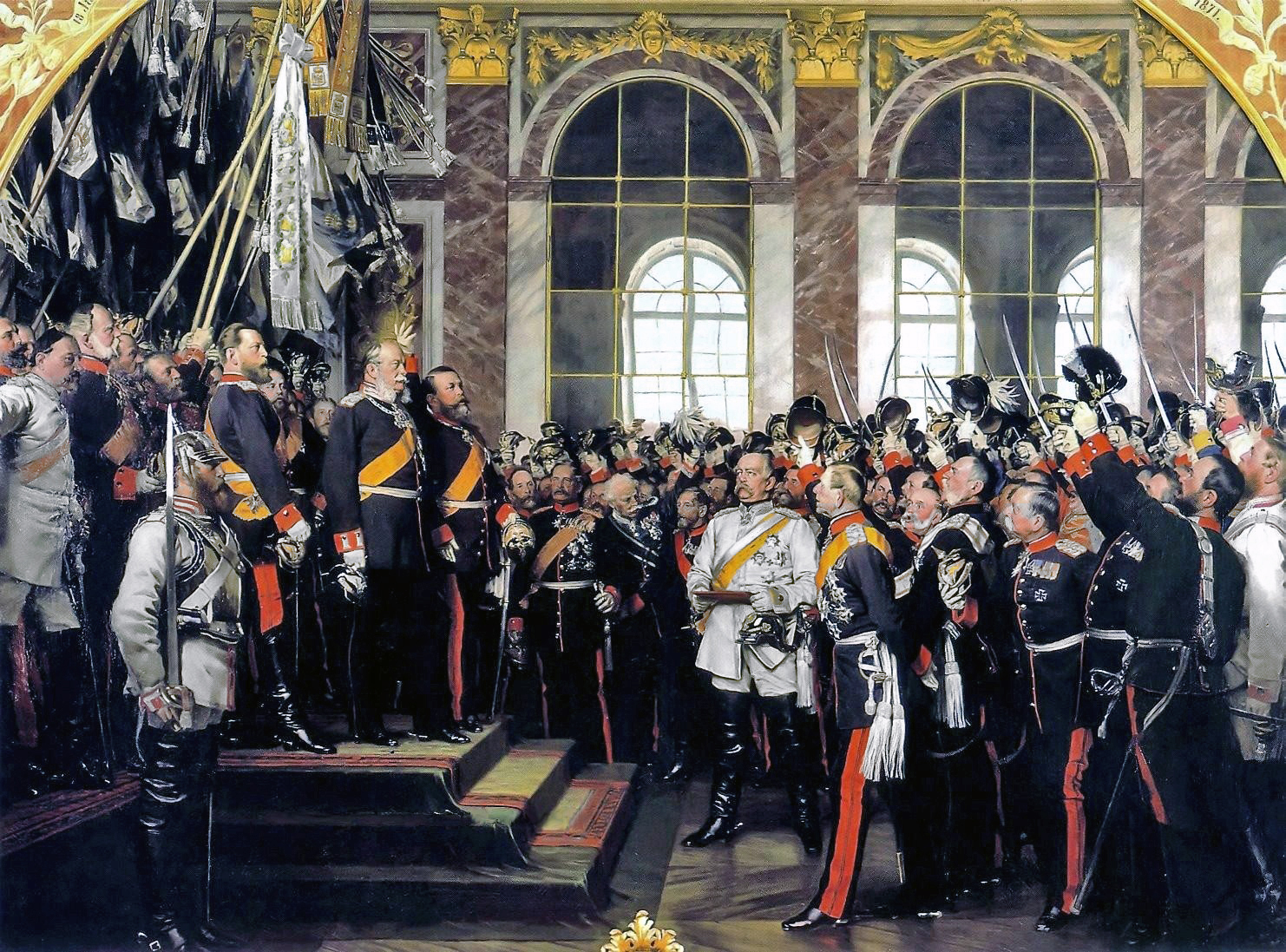
Proclamazione di Guglielmo I ad Imperatore di Germania

Come era stata contraria alla guerra austro-prussiana, Augusta fu contraria anche a quella franco-prussiana del 1870/71 della quale ritenne principale responsabile Otto von Bismarck. Ella percepì il trono imperiale come una personale sconfitta: avrebbe voluto l'unione della Germania sotto il primato prussiano attraverso una conquista morale e non tramite spargimento di sangue.
Il suo personale contrasto con Bismarck si mostrò anche dopo il 1871. Nella Kulturkampf, indirizzata specialmente contro la chiesa cattolica, prese decisamente le parti di quest'ultima.
Le riuscì così di convincere il marito a non sciogliere gli ordini religiosi cattolici che, diversamente da altri, si dedicavano ai servizi ospedalieri. A questa piccola, parziale vittoria, seguirono altre finché nel 1878 Bismarck dovette ritirare quasi tutte le misure di coercizione anticattolica, fatto che il cancelliere tedesco percepì come sconfitta personale della quale l'imperatrice era colpevole e scatenò ancora contro di essa la stampa prussiana.
Augusta pose termine alla sua avversione per Bismarck solo negli ultimi anni di vita, quando stranamente questi le apparve come la persona più adatta a sostenere il giovane nipote Guglielmo nella sua attività di governo.

### Gli ultimi anni
Ammalata di reumatismi già da alcuni anni, Augusta fu colpita da ictus nel giugno 1881 in forma così grave da doversi muovere per il palazzo con stampelle, il che le impedì di adempiere ai suoi doveri di sovrana. Anche i rapporti con il marito, che festeggiò il suo novantesimo compleanno nel 1887, migliorarono decisamente. Guglielmo I morì il 9 marzo 1888 e solo 99 giorni dopo, a causa di un tumore alla laringe, anche il figlio, salito al trono con il nome di Federico III di Germania, moriva.
Augusta sopravvisse ancora per vedere il nipote Guglielmo incoronato imperatore.
Fino a poche settimane prima della morte, Augusta visitava tutti gli anni la città di Coblenza, la sua "Potsdam sul Reno". Dopo la morte la sua salma fu inumata nel Mausoleo del Parco del castello di Charlottenburg vicino a quella del marito.

## Ascendenza
|                                            |                      |                                                | Genitori                                  |  |  | Nonni |  |  | Bisnonni                                       |  |  | Trisnonni                            |  |
|                                            |                      |                                                |                                           |  |  |       |  |  | Ernesto Augusto II di Sassonia-Weimar-Eisenach |  |  | Ernesto Augusto I di Sassonia-Weimar |  |
|                                            |                      |                                                |                                           |  |  |       |  |  | Ernesto Augusto II di Sassonia-Weimar-Eisenach |  |  | Ernesto Augusto I di Sassonia-Weimar |  |
|                                            |                      | Sofia Carlotta di Brandeburgo-Bayreuth         |                                           |  |  |       |  |  | Ernesto Augusto II di Sassonia-Weimar-Eisenach |  |  |                                      |  |
| Carlo Augusto di Sassonia-Weimar-Eisenach  |                      |                                                |                                           |  |  |       |  |  | Ernesto Augusto II di Sassonia-Weimar-Eisenach |  |  |                                      |  |
|                                            |                      | Anna Amalia di Brunswick-Wolfenbüttel          | Carlo I di Brunswick-Wolfenbüttel         |  |  |       |  |  |                                                |  |  |                                      |  |
|                                            |                      | Anna Amalia di Brunswick-Wolfenbüttel          | Carlo I di Brunswick-Wolfenbüttel         |  |  |       |  |  |                                                |  |  |                                      |  |
|                                            |                      | Anna Amalia di Brunswick-Wolfenbüttel          | Filippina Carlotta di Prussia             |  |  |       |  |  |                                                |  |  |                                      |  |
| Carlo Federico di Sassonia-Weimar-Eisenach |                      | Anna Amalia di Brunswick-Wolfenbüttel          |                                           |  |  |       |  |  |                                                |  |  |                                      |  |
|                                            |                      | Luigi IX d'Assia-Darmstadt                     | Luigi VIII d'Assia-Darmstadt              |  |  |       |  |  |                                                |  |  |                                      |  |
|                                            |                      | Luigi IX d'Assia-Darmstadt                     | Luigi VIII d'Assia-Darmstadt              |  |  |       |  |  |                                                |  |  |                                      |  |
|                                            |                      | Luigi IX d'Assia-Darmstadt                     | Carlotta di Hanau-Lichtenberg             |  |  |       |  |  |                                                |  |  |                                      |  |
| Luisa Augusta d'Assia-Darmstadt            |                      | Luigi IX d'Assia-Darmstadt                     |                                           |  |  |       |  |  |                                                |  |  |                                      |  |
|                                            |                      | Carolina del Palatinato-Zweibrücken-Birkenfeld | Cristiano III del Palatinato-Zweibrücken  |  |  |       |  |  |                                                |  |  |                                      |  |
|                                            |                      | Carolina del Palatinato-Zweibrücken-Birkenfeld | Cristiano III del Palatinato-Zweibrücken  |  |  |       |  |  |                                                |  |  |                                      |  |
|                                            |                      | Carolina del Palatinato-Zweibrücken-Birkenfeld | Carolina di Nassau-Saarbrücken            |  |  |       |  |  |                                                |  |  |                                      |  |
| Augusta di Sassonia-Weimar-Eisenach        |                      | Carolina del Palatinato-Zweibrücken-Birkenfeld |                                           |  |  |       |  |  |                                                |  |  |                                      |  |
|                                            | Pietro III di Russia | Carlo Federico di Holstein-Gottorp             |                                           |  |  |       |  |  |                                                |  |  |                                      |  |
|                                            | Pietro III di Russia | Carlo Federico di Holstein-Gottorp             |                                           |  |  |       |  |  |                                                |  |  |                                      |  |
|                                            | Pietro III di Russia | Anna Petrovna Romanova                         |                                           |  |  |       |  |  |                                                |  |  |                                      |  |
| Paolo I di Russia                          | Pietro III di Russia |                                                |                                           |  |  |       |  |  |                                                |  |  |                                      |  |
|                                            |                      | Caterina II di Russia                          | Cristiano Augusto di Anhalt-Zerbst        |  |  |       |  |  |                                                |  |  |                                      |  |
|                                            |                      | Caterina II di Russia                          | Cristiano Augusto di Anhalt-Zerbst        |  |  |       |  |  |                                                |  |  |                                      |  |
|                                            |                      | Caterina II di Russia                          | Giovanna di Holstein-Gottorp              |  |  |       |  |  |                                                |  |  |                                      |  |
| Maria Pavlovna di Russia                   |                      | Caterina II di Russia                          |                                           |  |  |       |  |  |                                                |  |  |                                      |  |
|                                            |                      | Federico II Eugenio di Württemberg             | Carlo I Alessandro di Württemberg         |  |  |       |  |  |                                                |  |  |                                      |  |
|                                            |                      | Federico II Eugenio di Württemberg             | Carlo I Alessandro di Württemberg         |  |  |       |  |  |                                                |  |  |                                      |  |
|                                            |                      | Federico II Eugenio di Württemberg             | Maria Augusta di Thurn und Taxis          |  |  |       |  |  |                                                |  |  |                                      |  |
| Sofia Dorotea di Württemberg               |                      | Federico II Eugenio di Württemberg             |                                           |  |  |       |  |  |                                                |  |  |                                      |  |
|                                            |                      | Federica Dorotea di Brandeburgo-Schwedt        | Federico Guglielmo di Brandeburgo-Schwedt |  |  |       |  |  |                                                |  |  |                                      |  |
|                                            |                      | Federica Dorotea di Brandeburgo-Schwedt        | Federico Guglielmo di Brandeburgo-Schwedt |  |  |       |  |  |                                                |  |  |                                      |  |
|                                            |                      | Federica Dorotea di Brandeburgo-Schwedt        | Sofia Dorotea di Prussia                  |  |  |       |  |  |                                                |  |  |                                      |  |
|                                            |                      | Federica Dorotea di Brandeburgo-Schwedt        |                                           |  |  |       |  |  |                                                |  |  |                                      |  |